# João Rafael Ferreira
João Rafael de Barros Ferreira (Recife, 17 de março de 1993) é um voleibolista indoor brasileiro atuante na posição de ponta, com marca de alcance de 339 cm no ataque e 308 cm no bloqueio. Serviu a Seleção Brasileira na categoria de base e conquistou o título do Campeonato Sul-Americano de 2021 no Brasil.

## Carreira
A sua trajetória esportiva iniciou dos 13 aos 15 anos de idade no futebol, quando  jogou na escolinha do Sport Club do Recife, na posição, também praticou futsal na posição de pivô no colégio; foi quando seu tio  Marcos Fernando sugeriu para mudar de modalidade e fazer uma aula experimental de voleibol, e gostou tanto que conciliava as duas modalidades, atém quem em 2009 foi convocado para Seleção Pernambucana para disputar o Campeonato Brasileiro de Seleções e priorizou o voleibol desde então, e surgiu contratação por um time de São Paulo, o Esporte Clube Pinheiros.
Recebeu convocação no ano de 2010 para a Seleção Brasileira, categoria Sub-19, e disputou a edição do Campeonato Sul-Americano, este realizado na cidade de La Guaira, Venezuela, alcançando o vice-campeonato. Ainda neste esmo ano, integrou o grupo de atletas do selecionado brasileiro infantojuvenil que se preparavam para representar o país nos IX Jogos Sul-Americanos , cuja sede foi na cidade de Medellín, na Colômbia, treinado pelo técnico Percy Oncken finalizando na quinta posição.
Em 2011 recebeu nova convocação para as categorias de base da Seleção Brasileira,  sob o comando do técnico Percy Oncken, e desta vez representou o país na categoria infantojuvenil, oportunidade que utilizava a camisa#9 na conquista da medalha de ouro na edição da Copa Pan-Americana em Mexicali e foi premado como melhor atacante, também representou o selecionado brasileiro na edição do Campeonato Mundial Infantojuvenil de 2011, este sediado nas cidades argentinas de Bahía Blanca e Almirante Brown finalizando na nona colocação.
Na temporada de 2012, na a categoria juvenil, representou a Seleção Brasileira na pré-temporada na edição da Government Cup, realizada na cidade de Úrmia,Irã, ocasião que obteve o título, mesmo feito obtido com a seleção na edição da Four Nations Cup de 2012, sediado na cidade de Kladovo, na Sérvia; nesse mesmo ano foi convocado para disputar a edição da Copa Pan-Americana Subb-23 na cidade canadense de Langley, e nesta edição alcançou a medalha de ouro.
Ainda em 2012, voltou a integrar o elenco juvenil da seleção, cujo técnico era Leonardo Carvalho, e conquistou a medalha de ouro no Campeonato Sul-Americano Juvenil, este sediado em Saquarema, no Brasil e foi premiado como Melhor Jogador da edição e Melhor Sacador.
Na temporada de 2015 foi convocado para Seleção Brasileira Sub-23 e também participou dos treinamentos com a seleção principal para esta temporada e disputou a edição do Campeonato Mundial Sub-23 de 2015 em Dubai, nos Emirados Árabes Unidos, vestindo a camisa#9 encerrou na quinta colocação, marcando oito pontos na referida partida e conquistou pela Seleção Brasileira de Novos a medalha de ouro na Copa Pan-Americana em Reno. Também em 2015  atuou pela Seleção Brasileira  para disputar os Jogos Pan-Americanos em Toronto  e conquistou a medalha de prata
Em 2021 foi convidado pelo técnico Renan Dal Zotto para treinar com a seleção principal em preparação para a Liga das Nações em Rimini, após a Olimpíada foi convocado para integrar a seleção brasileira na edição do Campeonato Sul-Americano de 2021 realizado em Brasília e conquistou o título. Atuará pelo Vôlei Renata nas competições da temporada 2021-22.

## Clubes
| Clube                                  | País   | De   | Até  |
| EC Pinheiros                           | Brasil | 2010 | 2011 |
| Medley/Campinas                        | Brasil | 2011 | 2013 |
| Vivo/Minas                             | Brasil | 2013 | 2015 |
| Pallavolo Molfetta                     | Itália | 2015 | 2017 |
| Vôlei Sesc RJ                          | Brasil | 2017 | 2018 |
| Globo Banca Popolare do Frusinate Sora | Itália | 2018 | 2019 |
| Tours VB                               | França | 2019 | 2020 |
| Al-Arabi Doha                          | Catar  | 2019 | 2020 |
| Globo Banca Popolare do Frusinate Sora | Itália | 2019 | 2020 |
| EMS/FUNVIC Taubaté                     | Brasil | 2020 | 2021 |
| Prisma Taranto Volley                  | Itália | 2021 | 2022 |
| Tours Volley-Ball                      | França | 2022 | 2023 |

## Títulos e resultados
- Superliga Brasileira-Série A: 2020–21
- Superliga Brasileira-Série A: 2017–18
- Supercopa Brasileira: 2020
- Troféu Super Vôlei: 2020
- Copa Brasil: 2021
- Copa Brasil: 2018
- Campeonato Paulista: 2012, 2013
- Campeonato Mineiro: 2013, 2014, 2015
- Torneio Internacional Government Cup: 2012
- Four Nations Cup: 2012
- Campeonato Francês: 2022–23

## Premiações individuais
- Melhor Recepção do Campeonato Italiano 2018-19
- MVP do Campeonato Sul-Americano Sub-21 de 2012
- Melhor Sacador do Campeonato Sul-Americano Sub-21 de 2012
- Melhor Atacante da Copa Pan-Americana Sub-19 de 2011